# Skye terrier
Skye terrier[Nota] é uma raça canina de pequeno porte e de pelos compridos originária da Escócia. Considerada a raça terrier mais antiga que ainda existe, foi nomeada após a ilha de Skye, local no qual é conhecida a mais de 400 anos, desenvolvida pelos fazendeiros locais. Sua função era a de caçar raposas e outros roedores menores. Uma das primeiras raças a participar de exposições em Birminham, mudou sua aparência durante esses anos: antes, suas orelhas eram caídas e menos peludas. De aparência exotica, tornou-se bastante popular. Entre os cães mais famosos desta raça está Greyfriars Bobby, que tornou-se conhecido após a morte de seu dono: por quatorze anos, o pequeno cão recusou-se a ficar longe do cemitério por sequer um dia até sua morte em 1872.